# Diógenes de Almeida Campos
Diógenes de Almeida Campos (Irará, 12 de setembro de 1943) é um naturalista, geólogo e paleontólogo brasileiro.
Membro da Academia Brasileira de Ciências, foi diretor do Museu de Ciências da Terra (DNPM, atual Agência Nacional de Mineração) no Rio de Janeiro, foi também coordenador do museu e responsável pela Curadoria dos Acervos. É autor de dezenas de artigos científicos (publicações nacionais e internacionais), orientou estudantes de Paleontologia e coordenou o programa da Academia Brasileira de Ciências. Dedica-se principalmente às pesquisas de vertebrados do Cretáceo.

## Biografia
Diógenes Campos nasceu em Irará no Centro Norte Baiano, em 1943, é o segundo filho de Odete de Almeida Campos (1924-1991) e Aristeu Nogueira Campos (1915-2006) um dos mais ativos políticos esquerdistas do Estado da Bahia e também Diretor do Jornal O Momento. D. Campos é neto de Elpídio Nogueira Campos, primeiro Interventor da cidade de Irará e bisneto de Pedro Nogueira Portela, primeiro Intendente da mesma cidade. Tem duas irmãs: Vera Felicidade de Almeida Campos e Mariana Campos Meira (1948-2022).
Aos 2 anos,  se mudou para Salvador com sua família, onde frequentou colégios locais, formando-se em 1967 em Geologia na Universidade Federal da Bahia. Transferiu-se para o Rio de Janeiro em 1968, ingressando no Departamento Nacional de Produção Mineral. Na seção de Paleontologia do DNPM foi, desde o início, orientado por Llewellyn Ivor Price, que o estimulou a dedicar-se à Paleontologia de vertebrados e à estratigrafia do Cretáceo brasileiro. Em 1978 tornou-se Mestre (Ciências) pela Universidade Federal do Rio de Janeiro UFRJ. Em 2014 recebeu o título de Doutor Honoris Causa pela Universidade Federal do RJ - UFRJ.

## Vida pessoal
Na década de 1960, casou-se com Déa Regina Bouret Campos com quem teve dois filhos: Elisa Bouret Campos e Aurélio Bouret Campos; divorciou-se da primeira esposa e posteriormente casou-se e separou-se de Jussara Ribeiro, com quem teve um filho: Diogo Ribeiro Campos. É casado com Maria Celeste Mendes Nogueira Campos.

## Carreira
Diógenes de Almeida Campos foi responsável, desde 1977, por uma das maiores coleções de fósseis do Brasil. Como chefe do Setor de Paleontologia do DNPM e Diretor do Museu de Ciências da Terra,  sob a responsabilidade da Companhia de Pesquisa de Recursos Minerais (CPRM), organizou, documentou e disponibilizou o acervo para pesquisadores do país. D. Campos tem também uma participação importante na divulgação científica para estudantes quilombolas e indígenas, abrindo as portas do Museu de Ciências da Terra para discussões fundamentadas na diversidade e formação da democracia e seus agentes.
Autor de mais de 100 trabalhos científicos, teve como influência outros paleontólogos como Llewellyn Ivor Price, Friedrich Wilhelm Sommer e Cândido Simões Ferreira. Foi bolsista do CNPq, tendo como linha de pesquisa o estudo dos répteis fósseis e da estratigrafia do Cretáceo brasileiro. Sua dissertação de mestrado versou sobre as tartarugas fósseis do Brasil e ao longo da carreira passou a descrever os dinossauros, pterossauros e crocodilianos da formação Bauru, da bacia do Araripe, no Brasil, e da Jehol Fauna, na China.
Foi um dos autores do Mapa Geológico do Brasil, escala 1:2 500 000, bem como dos livros Geologia do Brasil, Léxico Estratigráfico Brasileiro e da Carta Geológica do Brasil ao Milionésimo. Colaborou com o Mapa Geológico da América do Sul.
Além da formação de estudantes perante o CNPq e a Universidade Federal do Rio de Janeiro, desenvolveu um amplo conjunto de atividades junto à comunidade científica nacional e internacional. Foi Secretário e Presidente da Sociedade Brasileira de Paleontologia durante 12 anos, inclusive como Presidente da Comissão Brasileira do Programa Internacional de Geociências (IGCP). Em reconhecimento por suas atividades científicas foi agraciado com os títulos de Membro Correspondente do Museu Nacional de História Natural, de Paris, e de Pesquisador Associado do Museu Americano de História Natural, de Nova Iorque.
Desde 1987 vem colaborando com a Diretoria da Academia Brasileira de Ciências, ocupando-se, principalmente, do gerenciamento de programas das Ciências da Terra e de educação em ciências.
Preocupado com a preservação dos depósitos fossilíferos brasileiros, Diógenes Campos envolveu as populações de Crato (Ceará) e Santana do Cariri, no Ceará, e de Uberaba, em Minas Gerais, em projetos pioneiros, fundados no reconhecimento da necessidade de conscientizar as comunidades da chapada do Araripe e do Triângulo Mineiro sobre a importância de seu patrimônio científico.

## Festschrift
Dentre as inúmeras homenagens que recebeu durante sua carreira, uma se destaca por ser das maiores distinções que um cientista pode receber de seus pares: a Academia Brasileira de Ciência, em 2021, publicou um Festschrift em homenagem ao trabalho de 5 décadas de Diógenes de Almeida Campos, sua grande contribuição à Paleontologia brasileira e à formação de novas gerações de paleontólogos nacionais. A publicação, em inglês, se intitula: “Papers in Paleontology - Festschrift in honor of Diogenes de Almeida Campos” - Anais da Academia Brasileira de Ciências - Vol. 93, Jul. 2021, Rio de Janeiro, Brasil.

## Lingyuanopterus camposi
Um novo pterossauro, descoberto na China, recebeu o nome “Camposi” em homenagem a Diógenes de Almeida Campos. Em artigo publicado no PeerJ em Julho de 2022 é descrito como Lingyuanopterus camposi gen. et sp. nov. descoberto no Nordeste da China. Segundo os autores, a etimologia é: “Lingyuan, referring the locality Lingyuan where the specimen was found; pterus, Greek, meaning wing; the specific name camposi  is dedicated to Brazilian vertebrate paleontologist Diogenes de Almeida Campos for his contribution to China-Brazil pterosaur collaborative research."

## Darwinopterus camposi
Em Fevereiro de 2025, uma nova espécie de Pterosauro foi descoberta e descrita na China, recebendo o nome “Camposi”, em mais uma homenagem a Diógenes de Almeida Campos. Denominar uma espécie com o nome de um cientista é a maior homenagem que ele pode receber e essa é a segunda vez que paleontólogos chineses homenageiam o paleontólogo brasileiro, denominando suas descobertas com seu nome. Esse é o Darwinopterus camposi (Ordem: Pterosauria, Família: Wukongopteridae, Subfamília: Wukongopterinae, Gênero: Darwinopterus, Espécie: D. camposi) descrito pela equipe do paleontólogo Xin Cheng, da Universidade de Jilin, em Changchun. Nas palavras dos autores: “etymology: in honor to Dr. Diogenes de Almeida Campos, an important geologist and vertebrate paleontologist who has contributed to pterosaur research and the cooperation between Brazilian and Chinese paleontologists.”

## Titulação acadêmica
- Geólogo - Universidade Federal da Bahia, UFBA - 1967 - ver Connecting research and researchers
- Mestre (Ciências) - Universidade Federal do Rio de Janeiro, UFRJ - 1978 - ver Connecting research and researchers
- Doutor Honoris Causa - Universidade Federal do Rio de Janeiro, UFRJ - em 22 de agosto de 2014.
- Pesquisador Associado do Museu Americano de História Natural de Nova Iorque, 1993 - ver Papers in Paleontology - Festschrift in honor of Diogenes de Almeida Campos
- Membro-Correspondente do Museu Nacional de História Natural de Paris - ver Papers in Paleontology - Festschrift in honor of Diogenes de Almeida Campos
- Membro da Academia Brasileira de Ciências - posse em 15 de março de 1993
- Membro da Academia de Ciências da América Latina - ver ACAL

## Comissões
- Indicado Membro da Comissão Editorial dos Anais da ABC, no biênio 93-95
- Comissão Brasileira do Programa Internacional da Geosfera-Biosfera - 26/01/90 a 02/08/93 e 03/08/93 a 1995
- Comitê Organizador do Simpósio Internacional de Física e Química do Manto Superior a partir de julho de 1993
- Coordenador Nacional do Programa ABC na Educação Científica - desde 2009

## Prêmios e homenagens
- Comendador da Ordem Nacional do Mérito Científico - Presidência da República do Brasil - julho 2000
- Cidadania Uberabense da Câmara Municipal de Uberaba, MG - em 2004
- Mérito da Personalidade Mineral pelo Departamento de Produção Mineral - DNPM - em 2010
- Homenagem pelos 45 anos de serviços prestados ao Departamento Nacional de Produção Mineral - DNPM
- Praça Dr. Diogenes de Almeida Campos em Santana do Cariri no Ceará - em 2014
- Menção Honrosa dada pelo Museu de Astronomia e Ciências Afins - MAST - em 2017
- Comendador da Ordem do Mérito Cartográfico da Sociedade Brasileira de Cartografia - Rio de Janeiro - em 2017
- Homenagem por ocasião dos 50 anos do Serviço Geológico do Brasil - CPRM - em 2019
- Medalha Llewellyn Ivor Price, da Sociedade Brasileira de Paleontologia, por sua destacada contribuição em nível mundial à pesquisa, ensino e divulgação da Paleontologia
- A Academia Brasileira de Ciência o homenageia com a publicação: “Papers in Paleontology - Festschrift in honor of Diogenes de Almeida Campos” - Anais da Academia Brasileira de Ciências - Vol. 93, Jul. 2021, Rio de Janeiro, Brasil
- Paleontólogos chineses o homenageiam nomeando um novo pterossauro com seu nome - 2022 - “A new istiodactylid pterosaur, Lingyuanopterus camposi gen. et sp. nov., from the Jiufotang Formation of western Liaoning, China”

## Publicações selecionadas
- CAMPOS, D. A. and WENZ, S. 1982. Première découverte de Coelacanthes dans le Crétacé Inférieur de la Chapada do Araripe (Brésil), Comptes Rendus des Académies des Sciences. vol. 294, p. 1151 - 1154
- BRITO, I. M. and CAMPOS, D. A. 1983. The Brazilian Cretaceous. Zitteliana. vol. 10, p. 277 - 283
- CAMPOS, D. A., LIGABUE, G. and TAQUET, P. 1984. Wing membrane and wing supporting fibers of a flying reptile from the Lower Cretaceous of the Chapada do Araripe (Aptian, Ceará State, Brazil). Anais do Symposium of Mesozoic Terrestrial Ecosystem, 3. vol. Shot Paper, p. 37 - 39
- CAMPOS, D. A. and KELLNER, A.W.A. 1985. Panorama of the flying reptiles study in Brazil and South America. Anais da Academia Brasileira de Ciências. vol. 57, p. 453 - 466
- CAMPOS, D. A. 1991. Dinosaurs of the Santana Formation with comments on other Brazilian occurrences. Santana fossils: an illustrated atlas. p. 372 - 375
- CAMPOS, D. A., BAPTISTA, M. B. and BRAUN, O. P. G. 1984. Léxico Estratigráfico Brasileiro, Brasilia: DNPM.
- GAFFNEY, Eugene S.; Diogenes de Almeida CAMPOS and Ren HIRAYAMA (2001-02-27). Cearachelys, a New Side-necked Turtle (Pelomedusoides: Bothremydidae) from the Early Cretaceous of Brazil. American Museum Novitates (New York: American Museum of Natural History) 3319: 9. Cearachelys placidoi - Wikipedia